# 華倫泰·巴格曼
華倫泰·巴格曼（德語：Valentine Bargmann，1908年4月6日—1989年7月20日），出生於德國柏林的物理學家與數學家。

## 生平
從1925到1933年，巴格曼就讀於柏林大學。希特勒奪得德國政權後，巴格曼轉到瑞士的蘇黎世大學求學。在恩師文策（Gregor Wentzel）地悉心教導下，他得到博士學位。
畢業以後，由於整個歐洲瀰漫著戰爭的氣息，他決定申請移民美國。很幸運地，在他的護照失效前兩天，終於得到美國駐德大使館的簽證。他立刻啟程前往美國。1937 年，到了美國後，很快地，他進入普林斯頓高等研究院繼續研究工作。後來，又被聘請為阿爾伯特·愛因斯坦的助理。因為巴格曼嚴謹的治學精神和解答問題的能力，他得到了一個「要求巴格曼」的綽號。休閒時候，巴格曼是一位很有天份的鋼琴演奏者，常常與愛因斯坦及同事們合奏莫扎特和巴赫的室內音樂。1941 年，他開始在普林斯頓大學教書，一直教到1976 年退休。因心臟病，1989 年逝世於普林斯頓。
巴格曼發現了SL2(R)的不可約表示與勞侖茲群的不可約表示。
1978 年，巴格曼得到維格納獎（The Wigner Medal），獎勵他在群論與基礎物理上優異的研究成果。與他一同得獎的是尤金·維格納本人。這也是開始頒發維格納獎的第一年。1988 年，德國物理學會因為巴格曼在理論物理學的傑出貢獻，授予他最高榮譽，馬克斯·普朗克獎章。

## 參閱
拉普拉斯-龍格-冷次向量